# 林孝谆
林孝谆（1934年—2021年4月30日），男，新加坡政治人物，曾任新加坡国会议员、新加坡民主党主席。

## 生平
1991年大选代表民主党竞选武吉甘柏区，以654张选票胜选。1991年至1997年在武吉甘柏区服务。